# Gérard Preszow
 (mars 2019).
Si vous disposez d'ouvrages ou d'articles de référence ou si vous connaissez des sites web de qualité traitant du thème abordé ici, merci de compléter l'article en donnant les références utiles à sa vérifiabilité et en les liant à la section « Notes et références ».
Pour les articles homonymes, voir Preszow.
Gérard Preszow, né le 16 octobre 1954 à Boitsfort, est un réalisateur belge de films documentaires.

## Biographie
Gérard Preszow naît le 16 octobre 1954 à Boitsfort. Il est licencié-agrégé en philologie romane de l'Université libre de Bruxelles.
Il a réalisé de nombreux documentaires, notamment à propos de célèbres artistes belges comme le poète William Cliff ou le peintre Stéphane Mandelbaum.

## Filmographie
- 1988 : La dernière image, sur la déportation des Juifs de Belgique[2]
- 1993 : La Sainteté Stéphane[3] (1961-1986)[4],[5], primé au FIPA, au festival de Yassi, à Filmer à tout prix[réf. nécessaire]
- 1997 : William Cliff, poète[6],[7],[8]
- 2001 : A l’école de la Providence[9],[10],[11],[12], sélectionné par la SCAM au festival de Lussas[réf. nécessaire] - Critique :« Pour son premier film, Gérard Preszow a su respecter la liberté de ton des adolescents de l'école bruxelloise, et poser un regard plein d'humour et d'intelligence sur cette institution atypique »[13]
- 2002 : Ma ville de l'autre, coréalisé avec Mourad Boucif
- 2002 : Rites et rythmes d’ici : série de courts-métrages diffusés pendant la fête de la musique
- 2003 : Couples en résidence[14] : des artistes handicapés mentaux et des artistes contemporains préparent ensemble une exposition d’art plastique à Bruges, capitale culturelle européenne (2002)[15]
- 2004 : A l’école 13[16]
- 2005 : Le voile, , etc.
- 2006 : La Belgique vue d’Auschwitz
- 2008 : Autoportraits de l’autre. De Belgique en Palestine[17]
- 2015 : Espace de Travail Artistique (E.T.A.)[18].

## Publications
- 1977-1986 : 21 n° de la revue Revue & Corrigée
- 1989 : Bruxelles, lieu commun, éd. Ercée[19]
- 2022 : Arié Mandelbaum, conversation avec Gérard Preszow[20], éd. Tandem

## Expositions
- 2017 : L'Intime et le Monde, Centre Wallonie-Bruxelles, Paris (M. Berenhaut, S. Kaliski, A. Mandelbaum)[21]
- 2017 : Seuls & accompagnés, au Art et marges Musée, avec les œuvres de: Sylvain Cosijns, Philippe da Fonseca, Véronique Declercq, Richard    Moszkowicz, Pascal Tassini.
- 2017 : Focus sur Richard Moszkowicz, dans le cadre du Parcours d'artistes de Saint-Gilles à l'UPJB (Union des Progressistes Juifs de Belgique)

## Vie privée
Il est le père du chanteur Noé Preszow.